# رضوض العين المرتبطة بالانفجار
تشمل رضوض العين المرتبطة بالانفجار مجموعة متخصصة من الأذيات النافذة والكليلة والناتجة عن قوة تؤثر في العين وبنيتها، وتكون هذه الأذيات بفعل انفجار المواد المتفجرة. زاد وقوع رضوض العين الناتجة عن قوى الانفجار بوتيرة متسارعة مع إدخال تكنولوجيا المتفجرات الجديدة في الحرب الحديثة. أدى توافر هذه المواد المتفجرة، إلى جانب تكتيكات الإرهاب المعاصر، إلى زيادة عدد القنابل يدوية الصنع القادرة على التسبب في ضرر جسدي بالغ.

## التصنيف العسكري للأجهزة المتفجرة المرتجلة
تصنف وزارة الدفاع الأمريكية العبوات الناسفة على أنها آلات متفجرة تصنع حصريًا (أي لا تنتج بكميات كبيرة) وتؤدي إلى ضرر مادي مباشر للأفراد المحيطين بها. اعتُبر استخدام هذه القنابل من قبل المتمردين السبب الأول للوفاة والإصابة بين جنود التحالف منذ بدء عملية حرية العراق في أبريل 2003. يحدث تفجير العبوة الناسفة عن بعد أو نتيجة حركة ميكانيكية من الضحية. يضم التصنيف الإضافي للعبوات يدوية الصنع وفق آلية التوصيل العبوات القائمة على المركبات والمحمولة على القوارب والمحمولة بواسطة الحيوان والانتحارية، أو وفق التأثير الناتج عند التفجير:
- المتفجرة: يحوي هذا النوع من القنابل على كيماويات ومواد تؤدي إلى وقوع انفجار كبير؛ قد يتضمن ذلك المركبات النارية. تستخدم قذائف الشظايا أغلب الأحيان لإلحاق الضرر عن طريق الرض الميكانيكي.
- الحارقة: تُستخدام العمليات الكيميائية شديدة الطرد للحرارة لبدء الانتشار السريع للحريق والأذى الناري.
- المواد الكيميائية: تحوي القنابل في هذه الفئة على مواد كيميائية ضارة قد تسبب استجابة فيزيولوجية مرضية للأفراد المعرضين في منطقة الانفجار أثناء الانفجار وبعده.
- البيولوجية: يشبه النوع الكيميائي إلى حد كبير، وتتميز القنابل البيولوجية بأنها تستخدم العوامل الممرضة المنقولة بالحشرات أو غيرها من المواد الخطرة بيولوجيًا لبدء استجابة مرضية فيزيولوجية لدى الأفراد المعرضين.[4]

## رضوض العين المرتبطة بالانفجار
تحتل رضوض العين المرتبة الرابعة بين أكثر الإصابات شيوعًا في المعارك العسكرية اليوم. أُخذت مجموعة عشوائية مكونة من 387 جنديًا مصابًا برض ناتج عن الانفجار في عملية حرية العراق، كان 329 (89%) منهم مصابًا برض في العين. يندرج العلاج الطارئ للإصابات الناتجة ضمن رعاية الطوارئ والفرز الفعال للمرضى، ويضم غالبًا بروتوكولات للرضوض الكليلة والنافذة. نتيجة لذلك، ابتكر الأطباء خوارزمية موجزة لعلاج المرضى المصابين بأذيات عينية مرتبطة برض انفجاري.

## آلية الأذية
قد تنجم رضوض العين عن التعرض الأولي للانفجار. تنشأ قوى التشظي عندما تحرك موجة الانفجار وسطًا كثيفًا على سطح أقل كثافة، وقد تتسبب قوى العطالة في إزاحة البنى البصرية. تشمل رضوض العين الأولية المرتبطة بالانفجار الإصابات الميكانيكية غير النافذة مثل التحدمية وتمزق كرة العين ونزف الملتحمة والتهاب الشبكية المصلي والكسر الحجاجي. تندرج الرضوض العينية ضمن الأذيات الانفجارية الثانوية أغلب الأحيان، إذ يتسبب كل من الحطام الناجم عن الضغط الزائد للانفجار وموجة الانفجار في حدوث رضوض في العين أو الحجاج. تتميز الرضوض العينية الثانوية المرتبطة بالانفجار بأذية شديدة نافذة أو كليلة ناتجة عن القوى، وتصيب مكونًا بنيويًا في العين أو الحجاج، وتشكل الأذيات المفتوحة في كرة العين والتمزقات الملحقة في الجهاز الدمعي والجفون والحواجب غالبية الإصابات في هذه المجموعة.